# أنتوني ويزلي
أنتوني ويزلي (بالإنجليزية: Anthony Wesley)‏ هو عالم فلك ومبرمج أسترالي، ولد في 1966.